# Giải thưởng Bông lúa vàng Việt Nam
Giải thưởng Bông lúa vàng Việt Nam là Giải thưởng duy nhất của Bộ Nông nghiệp và Phát triển nông thôn ghi nhận và tôn vinh những tập thể, cá nhân có sản phẩm tiêu biểu, xuất sắc, đóng góp xứng đáng cho sự phát triển nông nghiệp, nông thôn và nông dân Việt Nam. Giải thưởng trao tặng cho các tập thể, cá nhân có sản phẩm thuộc nhóm: sản phẩm là kết quả nghiên cứu khoa học (bao gồm giống cây trồng nông lâm nghiệp; giống vật nuôi và thủy sản; các phát minh, sáng chế, giải pháp hữu ích; công trình nghiên cứu khoa học, quy trình công nghệ, tiến bộ kỹ thuật mới), sản phẩm là hàng hóa tiêu dùng (bao gồm sản phẩm nông, lâm, thủy sản, sản phẩm thủ công mỹ nghệ, vật tư nông nghiệp, máy móc thiết bị, thương hiệu hàng hóa có uy tín), sản phẩm là những mô hình về tổ chức sản xuất, phát triển nông thôn đáp ứng đủ các điều kiện theo quy định tại điều 5 Thông tư số 06/2014/TT-BNNPTNT ngày 10 tháng 2 năm 2014 của Bộ Nông nghiệp và Phát triển nông thôn quy định về xét tặng Giải thưởng Bông lúa vàng Việt Nam.

## Lịch sử
Giải thưởng Bông lúa vàng Việt Nam đã ra đời năm 2004 theo Quyết định số 42/2004/QĐ-BNN ngày 1 tháng 9 năm 2004 của Bộ trưởng Bộ Nông nghiệp và Phát triển nông thôn.
Đến năm 2010, trở thành giải thưởng duy nhất của Bộ Nông nghiệp và Phát triển nông thôn ghi nhận và tôn vinh những tập thể, cá nhân có sản phẩm tiêu biểu, xuất sắc, đóng góp xứng đáng cho sự phát triển nông nghiệp, nông thôn và nông dân Việt Nam theo Thông tư số 06/2014/TT-BNNPTNT ngày 10 tháng 2 năm 2014 của Bộ Nông nghiệp và Phát triển nông thôn quy định về xét tặng Giải thưởng Bông lúa vàng Việt Nam. Giải thưởng thay thế các Giải thưởng do Bộ trưởng Bộ Nông nghiệp và Phát triển nông thôn đã ban hành trước đây:
- Giải thưởng Bông lúa vàng Việt Nam (Quyết định số 42/2004/QĐ-BNN ngày 01/9/2004)[3];
- Giải thưởng Cúp hàng nông lâm thủy sản Việt Nam chất lượng cao, uy tín thương mại (Quyết định số 1895/QĐ-BNN-CB ngày 24/6/2008);
- Giải thưởng Cúp vàng nông nghiệp (Quyết định số 1846/QĐ-BNN-VP ngày 23/6/2006);
- Giải thưởng Hội thi sản phẩm thủ công mỹ nghệ Việt Nam (Quyết định số 2776/QĐ-BNN-CB ngày 25/9/2007).

## Điều kiện xét tặng
Giải thưởng trao cho các tổ chức, cá nhân trong và ngoài ngành Nông nghiệp, người nước noài làm việc tại Việt Nam có các sản phẩm: đã được cơ quan có thẩm quyền xác nhận (Cục Sở hữu trí tuệ Bộ Khoa học và Công nghệ cấp giấy chứng nhận, Sở Nông nghiệp và Phát triển nông thôn hoặc Sở Khoa học và Công nghệ tỉnh, thành phố trực thuộc Trung ương xác nhân, cơ quan có thẩm quyền xác nhận thương hiệu hàng hóa chất lượng cao, có uy tín...); được Hội đồng xét tặng chuyên ngành chấm điểm bình quân đạt tối thiểu từ 70 điểm trở lên (thang điểm tối đa là 100); không có tranh chấp về quyền tác giả, không có khiếu kiện, khiếu nại về năng suất, chất lượng của sản phẩm và không ảnh hưởng đến sức khoẻ của người và môi trường; có đủ tài liệu chứng minh sản phẩm đó thuộc quyền sở hữu của tác giả hoặc đồng tác giả; không thuộc đối tượng đang trong thời gian thi hành các hình thức kỷ luật.

## Hình thức và phần thưởng
Giải thưởng được tổ chức xét tặng ba năm một lần, mỗi lần xét, trao tặng cho tối đa 100 sản phẩm. Lễ trao tặng Giải thưởng được tổ chức vào dịp kỷ niệm ngày thành lập Bộ Nông nghiệp và Phát triển nông thôn, ngày 14/11 của năm xét tặng.
Phần thưởng bao gồm: Cúp Giải thưởng, Giấy chứng nhận Giải thưởng, Bằng khen của Bộ trưởng Bộ Nông nghiệp và Phát triển nông thôn... Tập thể, cá nhân được nhận giải thưởng được tuyên truyền, quảng bá hình ảnh sản phẩm đạt giải trên các phương tiện thông tin đại chúng; được khai thác, sử dụng Logo Giải thưởng kể từ khi được trao giải; được in ấn phẩm để quảng bá sản phẩm tại các thị trường trong nước và quốc tế.

## Một số sản phẩm tiêu biểu
- Giống lợn Móng Cái Thành Tô - Hải Phòng
- Gà ri vàng rơm
- Gà lông màu hướng thịt TP
- Hệ thống thâm canh lúa cải tiến (SRI)